# Гомельський округ
Гомельський округ (біл. Гомельская акруга) — одиниця адміністративного поділу Білоруської РСР, що існувала від грудня 1926 р. до місяця липня 1930 року. Адміністративний центр — місто Гомель.
Спочатку включав 9 районів: Вєтковський, Гомельський, Добрушський, Дятловський, Краснобудський, Носовічський, Свєтіловічський, Уваровічський, Чечерський.
9 червня 1927 року до складу Гомельського округу увійшло 8 районів скасованого Речицького округу: Брагінський, Васілевічський, Горвальський, Комарінський, Лоєвський, Речицький, Хойнікський, Холмечський.
4 серпня 1927 р. з метою укрупнення районів скасовані Васілевічський, Горвальський, Добрушський, Дятловський, Краснобудський, Носовічський, Светіловічський і Холмечський райони й утворений Тереховський район.
27 жовтня 1927 р. до складу Гомельської округи увійшов Буда-Кошельовський район, переведений зі складу Бобруйського округу.
Скасований в липні 1930 року, як і більшість округів СРСР. Райони передані в пряме підпорядкування БРСР.
За даними перепису населення у 1926 році чисельність населення становила 408,1 тис. осіб. У тому числі білоруси — 47,7 %; росіяни — 36,9 %; євреї — 11,2 %; українці — 2,1 %; поляки — 1,6 %.